# Neo-Noir
Neo-Noir ist, wie  Film Noir auch, ein im Nachhinein geprägter Fachbegriff der Filmkritik, unter dem seit den frühen 1980er Jahren Filme zusammengefasst werden, die die Tradition des klassischen Film noir fortführen. Als Neo-Noir werden dabei sowohl Filme bezeichnet, die die typischen visuellen und narrativen Elemente des Film noir variieren (wie z. B. Heißblütig – Kaltblütig, 1981) als auch solche, die sie schlicht reproduzieren (etwa L.A. Confidential, 1997).

## Begriff
Im Vergleich zum klassischen Film noir geht die Verwendung des Begriffs Neo-Noir meist mit einer wesentlich breiter gefassten Definition einher, in der Merkmale wie Farbe, Bildformat oder Produktionsland keine Rolle mehr spielen. Häufig erinnern auch die inhaltlichen Elemente nur noch entfernt an Werke des klassischen Zyklus. Unter anderem deswegen sehen Gegner des Begriffs Neo-Noir im Film noir ein zeitlich abgeschlossenes Phänomen. Letzterer sei durch seinen historischen Kontext definiert und habe in jüngerer Zeit keine Grundlage mehr. Befürworter äußerten in den 1990er Jahren, es würden nach wie vor Filme mit typischen Merkmalen des Film noir produziert; diese dürften auch als Neo-Noir bezeichnet werden.

## Geschichte und Beispiele
In den Jahren direkt nach dem letzten „echten“ Film noir Im Zeichen des Bösen entstanden relativ wenige Neo-Noirs. Als einer der ersten gilt Robert Wise’ Wenig Chancen für morgen (1959).  Zwei für den Neo-Noir wegweisende Filme stammen vom „Master of Suspense“ Alfred Hitchcock: Vertigo – Aus dem Reich der Toten (1958) ist ein farbiges Werk, das Themen des Film noir aufgreift – eine Obsession, die ins Verbrechen führt, gefälschte Wahrnehmung und wechselnde Identitäten. Sein 1960 erschienener Film Psycho wiederum gilt als ein Beispiel dafür, wie Noir-Geschichten (die unschuldige Angestellte, die auf einmal Geld stiehlt) mit Handlungselementen anderer Genres (die Horrorgeschichte um Norman Bates) kombiniert werden können. Auch von dem Regisseur Samuel Fuller stammen einige Thriller, in denen es um typische Noir-Charaktere geht, z. B. Alles auf eine Karte (1961) oder Der nackte Kuß (1964). John Boormans Point Blank (1967), der eine stark europäisch geprägte Filmsprache verwendete, variierte den Stil stark. In den 1970er Jahren häuften sich dann Detektivfilme wie Der Tod kennt keine Wiederkehr (1973), Chinatown (1974) oder Die heiße Spur (1975). Aber auch Polizisten hielten Einzug in die Geschichten der Neo-Noirs, so zum Beispiel in Dirty Harry oder Brennpunkt Brooklyn (beide 1971). Gute Beispiele dafür, dass auch der Zeitgeist in neue Film noirs einbezogen wurde, sind Zeuge einer Verschwörung (1974), der die Watergate-Affäre behandelt, sowie Dreckige Hunde (1978), der den Vietnamkrieg zum Thema hat.
Der große Erfolg von Heißblütig – Kaltblütig im Jahr 1981 löste einen Reigen von Neuverfilmungen und Variationen klassischer Films noirs aus, u. a. Gegen jede Chance (1984, Neuverfilmung von Goldenes Gift), No Way Out – Es gibt kein Zurück (1987, Neuverfilmung von Spiel mit dem Tode) und Wenn der Postmann zweimal klingelt (1981, Neuverfilmung von Im Netz der Leidenschaften). Hardboiled-Autor Dashiell Hammett wurde selbst zur Filmfigur in Wim Wenders’ Film Hammett (1983). Eine besondere Art von Neo-Noir produzierte der Regisseur David Lynch mit seinen Filmen.

## Arten des Neo-Noir

### Teen-Noir
Im ersten Jahrzehnt des 21. Jahrhunderts begannen einige Regisseure, Motive und Ästhetik des Film Noir mit Themen des Jugendfilms, insbesondere des Schülerfilms, zu verbinden. Für diese Filme, die Geschichten aus den jugendlichen Milieus im Stile eines Film Noir erzählen, hat sich die Bezeichnung „Teen noir“ etabliert. Von der Kritik gelobte Beispiele für diese Spielart des Neo-Noir sind der Film Brick (2005) und die Fernsehserie Veronica Mars (2004–2007). Diese beiden Produktionen sind die ersten, die zum Genre Teen noir gezählt wurden. Später wurde der Begriff allerdings auch auf frühere Werke ausgeweitet.

### Nordic Noir
Als Nordic Noir bzw. Scandinavian Noir werden skandinavische Kriminalromane, -filme und -fernsehserien zusammengefasst. Zu den bedeutendsten Autoren des Genres gehören Stieg Larsson, Henning Mankell und Jo Nesbø, zu den wichtigsten Werken zählen die Millennium-Romane und die Verfilmungen von Romanen über Kurt Wallander.